# Baby Boy (chanson)
Pour les articles homonymes, voir Baby Boy.
Singles de Beyoncé featuring Sean Paul
Crazy in Love
(2003) Fighting Temptation
(2003)
Singles par Sean Paul
Breathe
(2003) I'm Still in Love with You
(2004)
Baby Boy est une chanson de la chanteuse américaine Beyoncé avec la présence du rappeur de reggae jamaïcain Sean Paul. La piste est produite par Beyoncé et Scott Storch pour son premier album solo Dangerously in Love. Baby Boy est écrite par Beyoncé, Storch, Robert Waller, Jay-Z et Sean Paul.
Baby Boy sort le 3 août 2003 aux États-Unis comme le second single de l'album. Le single est un succès commercial, et atteint la première place du classement des singles américains pendant neuf semaines consécutives. Il est certifié disque de platine aux États-Unis, et est le plus long single numéro un de la chanteuse jusqu'à Irreplaceable qui est resté numéro un pendant dix semaines consécutives. Baby Boy a également de bons résultats au niveau international, en atteignant le top dix dans de nombreux pays, et en obtenant un disque de platine en Australie. La chanson a été saluée par la critique et par l'industrie musicale. Baby Boy reste un élément de base de la programmation des concerts de Beyoncé. Les American Society of Composers, Authors and Publishers l'ont reconnue aux Pop Music Awards 2005 comme une des chansons les plus jouées de l'année.
En 2005, l'auteur-compositeur-interprète Jennifer Armour a intenté une poursuite pour une infraction au droit d'auteur affirmant que Beyoncé a utilisé le hook primaire musical de sa chanson Got a Little Bit of Love for You. La poursuite s'est terminée à la faveur de Beyoncé.

## Genèse et écriture
Beyoncé est allé à Miami en Floride aux États-Unis pour travailler avec le producteur de disques Scott Storch pour son premier album solo, Dangerously in Love. Elle et Storch écrivent Baby Boy avec l'aide de l'auteur-compositeur américain Robert Waller et du rappeur et petit ami de longue date de Beyoncé Jay-Z. La chanson contient également une interpolation lyrique de No Fear du groupe hip-hop O.G.C. qui utilise vers la fin de la chanson : « We steppin' in hotter this year. ».
Une fois la piste presque terminée, Beyoncé a eu l'idée que la chanson serait « parfaite » si l'artiste dancehall-reggae jamaïcain Sean Paul faisant une contribution vocale sur la piste. Elle le contacte pour parler d'une éventuelle collaboration,. Sean Paul accepte et vole en provenance de la Jamaïque pour rejoindre les sessions d'enregistrement de la chanson. Il apporte un couplet de toasting, et ils terminent l'enregistrement de Baby Boy en mars 2003, pendant les dernières étapes de l'enregistrement de l'album.

## Composition et thème
Baby Boy est une chanson de RnB contemporain avec un tempo moyen interprétée avec un groove modérée. Elle est dans la tonalité de Do mineur, et est fixé à quatre-vingt-douze battements par minute dans une signature rythmique de 4/4. Baby Boy est un hybride de R'n'B et de dancehall et a une influence reggae. Les connaissances de Storch sur la musique indienne et celle du Moyen-Orient contribue sur les influences de musique asiatique de la chanson. Selon Fox News, Baby Boy est basé sur la chanson de reggae de 1995 Here Comes the Hotstepper du chanteur jamaïcain Ini Kamoze.
Baby Boy est une suite à '03 Bonnie & Clyde; une chanson de 2002 de Jay-Z où figure Beyoncé. Les paroles détaillent les fantasmes d'une femme, et est en accord avec le thème global de l'album, car Beyoncé la considère comme une annonce personnelle. Sean Paul a fait remarquer qu' « elle me racontait ses fantasmes et moi j'imaginais ça en images et elle allait ici et là, partout dans le monde... Je lui réponds derrière par, comme, « Je suis en train de réfléchir. ». ». Les paroles sont construites dans la forme toast–refrain–couplet ; Sean Paul interprète son toasting tandis que Beyoncé chante tous les autres couplets et le refrain.

## Sortie et réception

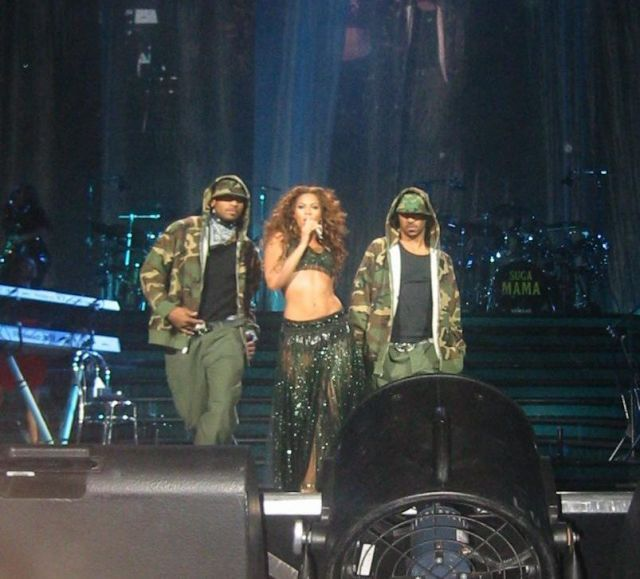
Beyoncé interprétant Baby Boy, avec deux danseurs.

Baby Boy sort comme le deuxième single de l'album Dangerously in Love. Il sort en CD au Canada le 4 mai 2003, en Australie le 9 septembre, et aux États-Unis le 14 octobre 2003 en maxi 45 tours. La piste apparaît également dans la version remaniée du second album de 2003 de Sean Paul, Dutty Rock.
Baby Boy a été bien accueilli par les critiques. Le journaliste du magazine Rolling Stone Anthony DeCurtis écrit que Beyoncé « s'était amusé » sur la chanson, tandis que Stephen Thomas Erlewine de AllMusic, une base de données de musique en ligne, décrit la voix de Beyoncé comme « assurée et sexy ». Mark Anthony Neal du webzine international PopMatters, considère la comme une des « collaborations de haut niveau » de Dangerously in Love. Lisa Verrico du quotidien anglais The Times décrit la chanson une « collaboration teintée latino... mis avec des battements de clic qui sonnent comme des castagnettes. ». Elle conclut que « Paul fait un rap reggae dans le milieu, mais c'est quand il bavarde avec Beyoncé qui rappe à moitié que le couple a des réels atomes crochus. ». Yancey Strickler du magazine Flak écrit que « les bégaiements Divālī de Baby Boy est renforcée par le dancehall monotone de Sean Paul. ». Neil Drumming du magazine Entertainment Weekly dit que « Baby Boy va à plein régime dans le da hood de Bollywood, avec Sean Paul faisant une pulsation tablâ râga". ».
James Anthony du journal britannique The Guardian déclare que la piste « comble le fossé entre les genres R'n'B et dancehall. ». La maison de disques britannique EMI est honorée par l'American Society of Composers, Authors and Publishers (ASCAP) durant les Pop Music Awards 2005 comme l'éditeur de l'année pour avoir sorti Baby Boy, avec d'autres chansons. Lors de cette même cérémonie, Scott Storch remporte le prix de l'auteur-compositeur de l'année.

## Ventes
Baby Boy atteint des positions dans les classements commerciaux avant sa sortie physique aux États-Unis. La piste conduit à la première place de Dangerously in Love dans le Billboard 200, et aide l'album à devenir multi disque de platine aux États-Unis. Le single débute au Billboard Hot 100, le classement officiel des singles américains, à la 57e place tandis que Crazy in Love est encore à la première place. Baby Boy domine les diffusions américaines, et atteint la première place du classement Hot 100,,. Il atteint la première place du classement huit semaines après son début, et y est resté pendant neuf semaines consécutives,. La chanson est restée numéro un pendant une semaine de plus que Crazy in Love, devenant le plus long single numéro un de Beyoncé jusqu'au single de la chanteuse de 2006 Irreplaceable, tirée de son second album B'Day, qui est restée dix semaines à la première place fin 2006 et début 2007 grâce à la très forte diffusion à la radio. Le single reste dans le Hot 100 pendant vingt-neuf semaines, et est certifié disque de platine le 6 juin 2006 par le Recording Industry Association of America. Baby Boy connaît le succès également dans les classements crossover et radio grand public du magazine Billboard, figurant sur le Top 40 Tracks, Rhythmic Top 40 et le Top 40 Mainstream, ainsi que dans le Hot 100 Airplay, Dance Radio Airplay et le Hot Dance Music/Club Play,,,.
Au niveau international, Baby Boy fonctionne également bien, atteignant le top dix sur la plupart des classements. Le single débute à la seconde place au Royaume-Uni, devenant l'entrée la plus haute du classement et le classement international le plus élevé de Baby Boy. Bien qu'il ait passé onze semaines dans le classement, il échoue à prendre la première place à cause de Where Is The Love ? des Black Eyed Peas,. Dans la plupart des pays européens, le single entre dans le top dix. En Australie et en Nouvelle-Zélande, Baby Boy prend respectivement la troisième et la seconde place. Il est certifié disque de platine par l'Australian Recording Industry Association avec des ventes supérieures à 70 000 exemplaires.

## Clip vidéo
Le clip vidéo de Baby Boy est réalisé par le réalisateur anglais Jake Nava, qui a également tourné le clip de Beyoncé Crazy in Love. Il est enregistré à Miami en Floride le 7 et 8 août 2003. Certaines parties de la vidéo sont capturées dans une maison avec des chambres de différents styles: une dans un style japonais et une dans un vieux style anglais.
Les scènes contenant Beyoncé et Sean Paul sont présentées séparément. La vidéo commence avec Sean Paul assis sur un trône pendant qu'il fait son toasting; et Beyoncé est appuyée contre le mur et danse. Dans la scène suivante, elle est vue en train de se lancer sur un lit. Ensuite, Sean Paul est montré avec plusieurs femmes qui sont couchées sur le plancher et se caressent mutuellement. Beyoncé se dirige alors vers la plage, elle aperçoit un homme, et les deux se touchent et flirtent. Lors d'une fête, elle danse avec un homme. L'eau inonde le sol comme elle le chante : « la piste de danse devient la mer ». La piste originale est interpolée vers la fin avec un morceau instrumental de musique arabe, conçu pour le clip. Cette section présente Beyoncé dansant vigoureusement sur le sable.
Sal Cinquemani de la publication en ligne Slant Magazine, décrit la vidéo comme un « bébé huilé et connecté qui suit » la « vidéo excitante » de Crazy in Love. Baby Boy est diffusée la première fois dans le programme de MTV Total Request Live le 25 août 2003 à la dixième place et atteint ensuite la première place,. Elle est restée dans l'émission pendant quarante et un jours, soit la même durée dans le classement que Me, Myself and I.

## Performances lives
Beyoncé interprète Baby Boy durant les MTV Video Music Awards de 2003 où elle chante la chanson dans un medley avec les voix pré-enregistrées de Sean Paul, et interprète également Crazy in Love avec Jay-Z. Elle interprète plus tard Baby Boy aux MTV Europe Music Awards 2003 avec Sean Paul. Sa performance a été jugée par Jessica Hodges de PopMatters comme une « déception » par rapport à sa prestation plébiscitée aux MTV Vidéo Music Awards 2003.

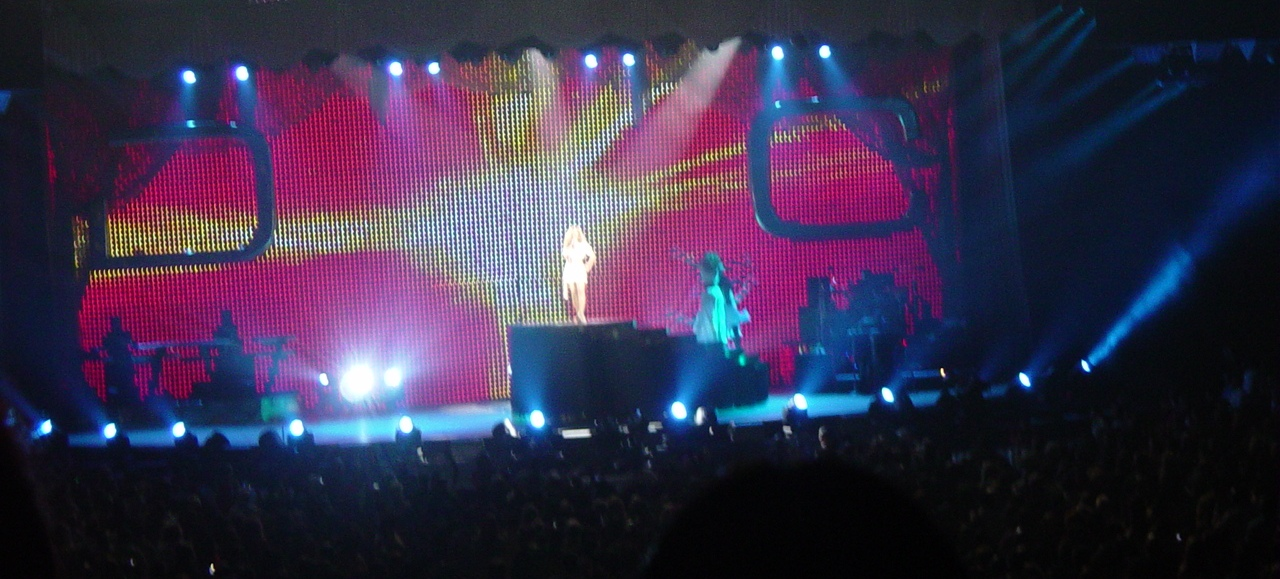
Beyoncé interprétant Baby Boy durant la tournée de concerts d'adieu de 2005 des Destiny's Child Destiny Fulfilled... And Lovin' It.

Baby Boy est inclus sur la programmation de la plupart des tournées de Beyoncé. La chanson a été mis en ouverture de son Dangerously in Love World Tour qui a commencé à la fin 2003. Durant la tournée, elle apparaît suspendue au plafond du stade avant d'être ramenée sur une chaise rouge — un accessoire qu'elle utilise également durant les MTV Vidéo Music Awards 2003. Les images ont été prises au Wembley Arena de Londres au Royaume-Uni et incluses sur le concert en DVD Live at Wembley qui est sorti le 27 avril 2004. Beyoncé interprète la chanson au milieu de la programmation de la tournée d'adieu de son ancien groupe Destiny's Child, Destiny Fulfilled... And Lovin' It, et il est apparu ensuite sur le DVD du concert Destiny's Child: Live in Atlanta. Durant la tournée mondiale The Beyoncé Experience en 2007, elle interprète encore Baby Boy dans une version qui incorpore une chanson reggae Murder She Wrote. Les images qui apparaissent sur le DVD The Beyoncé Experience Live ! ont été prises au Staples Center à Los Angeles le 2 septembre 2007. Elle interprète la chanson alors qu'elle était suspendue dans l'air durant son I Am… Tour puis elle est ramenée à la B-Stage à l'endroit où elle finit le numéro de Baby Boy avec un extrait de You Don't Love Me (No, No, No) de Dawn Penn.
Aux ASCAP Pop Music Awards 2005, Baby Boy, avec les chansons de Beyoncé Me, Myself and I et Naughty Girl, est honorée comme une des chansons les plus jouées de l'année.

## Poursuite judiciaire
En 2005, l'auteur-compositeur-interprète américain Jennifer Armour a déposé une plainte pour une infraction au droit d'auteur en affirmant que Beyoncé utilise des paroles et le hook musical de sa chanson Got a Little Bit of Love for You,,. En 2003, l'ancien manager du label de Armour présente une démo enregistrée pour les labels, dont Beyoncé pour Columbia Records et Sean Paul pour Atlantic Records,. Selon le tribunal de district, un témoin expert détermine les chansons comme « sensiblement similaires ». En ce qui concerne le hook musical, l'expert déclare dans son rapport que « quand les comparaisons phonétiques des deux chansons sont présentés dans la tonalité de do mineur (pour faciliter la comparaison) et sont présentés dos-à-dos, à la mode AB, même les auditeurs les moins enclins musicalement déterminent immédiatement que les deux chansons sont étonnamment similaires; je crois pouvoir dire que de nombreux auditeurs peuvent même les considérer comme étant la même chanson ! Et encore, la transposition d'une chanson à cet effet ne modifie pas les qualités ou les caractéristiques fondamentales de la chanson mais ne fait qu'assister la capacité de ceux qui connaissent mal les subtilités de la musique en procédant à une comparaison. » Le juge du tribunal de district a statué que néanmoins il ne pouvait pas entendre les similitudes entre les deux chansons et a rejeté l'affaire, rejetant la requête pour les chansons ou que l'affaire soit entendue par un jury.
En appel, la cour d'appel des États-Unis pour le cinquième circuit confirme la décision du tribunal de district, mais a jugé avec un raisonnement différent. Elle a jugé qu'il n'y avait pas d'infraction fondée sur la revendication de Beyoncé que la démo d'Armour a été reçue peu de temps après l'écriture de la chanson de Beyoncé soit en grande partie terminée. Toutefois, le tribunal n'a pas abordé la question de la similitude substantielle,.

## Liste des pistes
| CD Royaume-Uni 1. Baby Boy : 4:04 2. Baby Boy (Junior Vasquez Club Anthem Remix) : 8:50 3. Krazy In Luv (Adam 12 So Crazy Remix) : 4:30 Maxi CD Europe 1. Baby Boy (Version Album) : 4:04 2. Baby Boy (Maurice's Nu Soul Mix) : 6:14 3. Baby Boy (Junior's Papadella) : 3:58 4. Krazy In Luv (Adam 12 So Crazy Remix) : 4:30 | Maxi 45 tours 1. Baby Boy (Version album) : 4:04 2. Baby Boy (Junior Vasquez Club Anthem Remix) : 8:50 3. Baby Boy (Maurice's Nu Soul Mix) : 6:14 4. Baby Boy (Maurice's Nu Dub Baby!) : 6:30 Pock-It CD (3 pouces) Allemagne 1. Baby Boy (Version Album) : 4:04 2. Baby Boy (Junior's Papadelle) : 3:58 |

## Classements
| Pays                                       | Meilleure position |
| ------------------------------------------ | ------------------ |
| Australie - Australian Singles Chart       | 3                  |
| Australie - Australian Urban Singles Chart | 1                  |
| Autriche                                   | 18                 |
| Belgique (Néer.)                           | 11                 |
| Belgique (Fr.)                             | 7                  |
| Danemark                                   | 6                  |
| Pays-Bas                                   | 11                 |
| France                                     | 8                  |
| Irlande                                    | 6                  |
| Italie                                     | 12                 |
| Nouvelle-Zélande                           | 2                  |
| Norvège                                    | 10                 |
| Suède                                      | 5                  |
| Suisse                                     | 5                  |
| Royaume-Uni                                | 2                  |
| Billboard Hot 100                          | 1                  |
| Billboard Hot R&B/Hip-Hop Songs            | 1                  |
| Billboard Hot Dance Club Play              | 2                  |
| Billboard Pop Songs                        | 1                  |
| Billboard Pop 100                          | 1                  |

| Pays                            | Position |
| ------------------------------- | -------- |
| Australie                       | 32       |
| Australie (Urbain)              | 16       |
| Belgique (Néer.)                | 77       |
| Belgique (Fr.)                  | 83       |
| Italie                          | 42       |
| Suisse                          | 29       |
| Billboard Hot 100               | 12       |
| Billboard Hot R&B/Hip Hop Songs | 16       |
| Billboard Pop Songs             | 14       |
| Billboard Rhythmic Songs        | 13       |
| Classement (2004)               | Position |
| Australie (Urbain)              | 35       |
| Billboard Hot 100               | 69       |

| Pays              | Position |
| ----------------- | -------- |
| Billboard Hot 100 | 38       |

### Certifications
| Pays (certificateur) | Certifications |
| -------------------- | -------------- |
| Australie (ARIA)     | Platine        |
| États-Unis (RIAA)    | Platine        |